# VFCプラウエン
VFCプラウエン（ドイツ語: Vogtländische Fußball-Club Plauen）は、ドイツの東部、ザクセン州の都市プラウエンにホームを置くサッカークラブである。

## 歴史
母体となるクラブは1903年に創設されたが、現在のVFCプラウエンは1990年に発足した。1995-96年シーズンにオーバーリーガ（当時の4部）で優勝し、レギオナルリーガ（当時の3部）へと昇格を果たした。1998-99年のシーズンには3部5位の最高成績を残すが、翌年は振るわずに4部降格、その後は4部リーグの上位に定着した。2008-09年より再編されたレギオナルリーガ（新たな4部リーグ）に所属することになった。

## タイトル

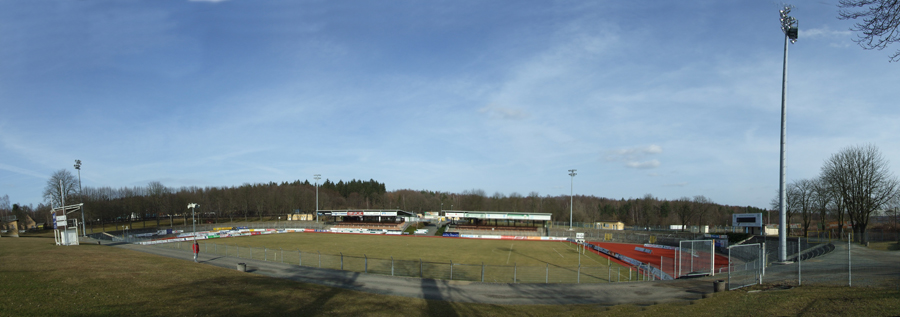
スタジアムの風景

### 国内タイトル
なし

### 国際タイトル
なし